# Ráday utca
A Ráday utca Budapest IX. kerületében található, a Kálvin teret köti össze a Boráros térrel. Nevét Ráday Gedeon (1713–1792) műgyűjtőről és költőről kapta. A 28-as számú házban található a Ráday Könyvtár, a Károli Gáspár Református Egyetem Hittudományi Kara, a Dunamelléki Református Egyházkerület Püspöki Hivatala, és itt van a Ráday Gyűjtemény. Az utca ma főként éttermeiről nevezetes.
Korábbi nevei: 1777-től Harasztierstrasse (Haraszti út), 1782-től Otschaerstrasse (Ócsai út), 1784-től Ketschkemeterstrasse (Kecskeméti út), 1804-től Schorokscharergasse (Soroksári utca), 1874-től Soroksári utca, 1906-tól Ráday utca.

## Jelentősebb épületei
4. szám: Costes étterem
9. szám: Fodor Gyula által 1911-ben tervezett lakóház
11–13. szám: lakóház, amelyet 1847-ben Hild József tervezett és 1861-ben Wieser Ferenc átépített
14. szám: lakóház 1911-ből, Dénes Dezső és Mellinger Artúr tervezésében
18. szám: Ybl Miklós által tervezett lakóház 1875-ből
22. szám: 1910-ben épült lakóház. Itt található Istók János szobrász, a Bem-szobor alkotójának az emléktáblája, ami a magyarországi lengyelek fontos emléke, illetve emlékhelye
36. szám: Zofahl Lőrinc tervei szerint 1859-ben átépített lakóház. Középrizalitjának ablakai között eredetileg Szűz Mária és Szent József szobrok álltak.
38–40. szám: 1911-ben épült lakóház
43–45. szám: Szent Imre Kollégium, 1910-ben épült Szőts Imre és Siegel Albin tervei alapján.
50. szám: az SZDSZ székháza 2010 után
58. szám: Goethe Intézet

## Képgaléria

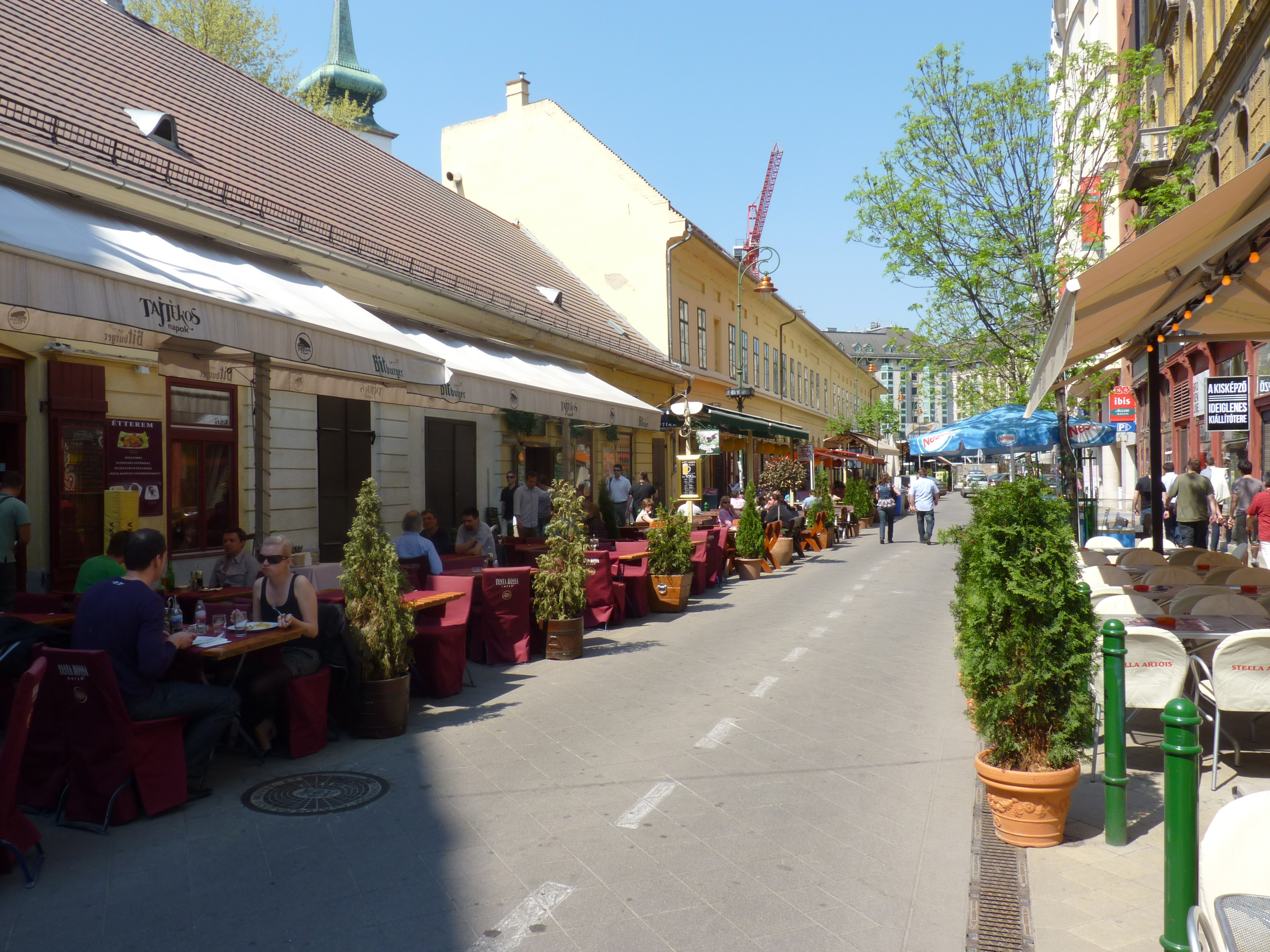
Az utca Kálvin tér felőli része
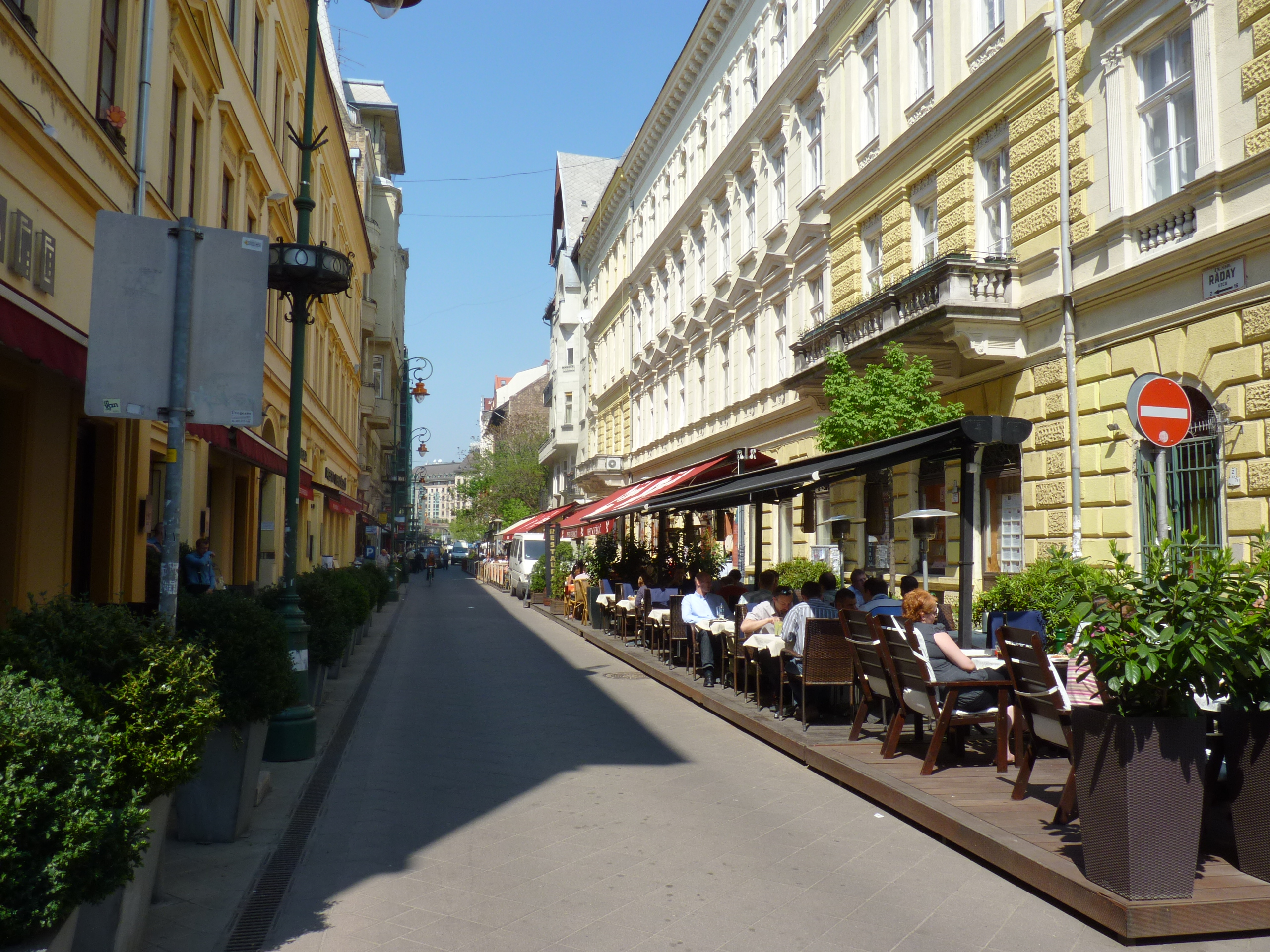
Éttermek a Ráday utcában
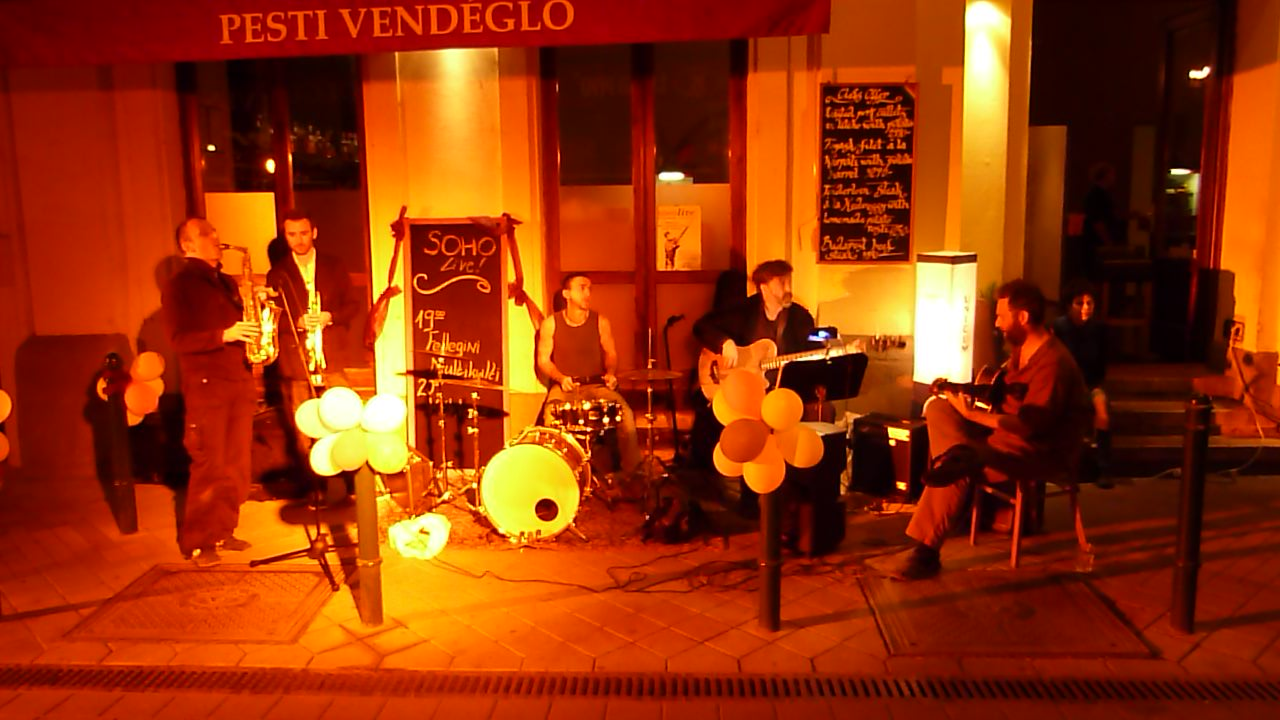
A Pesti vendéglő